# Ptyč

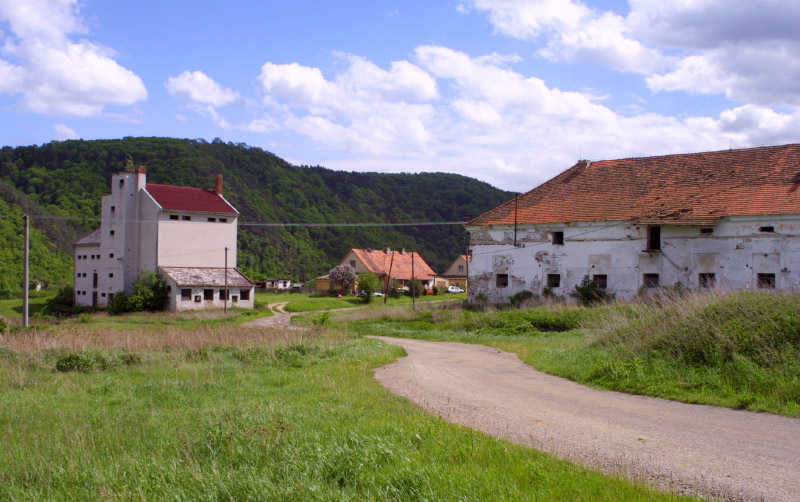
Hof und Siedlung Ptyč (2006)

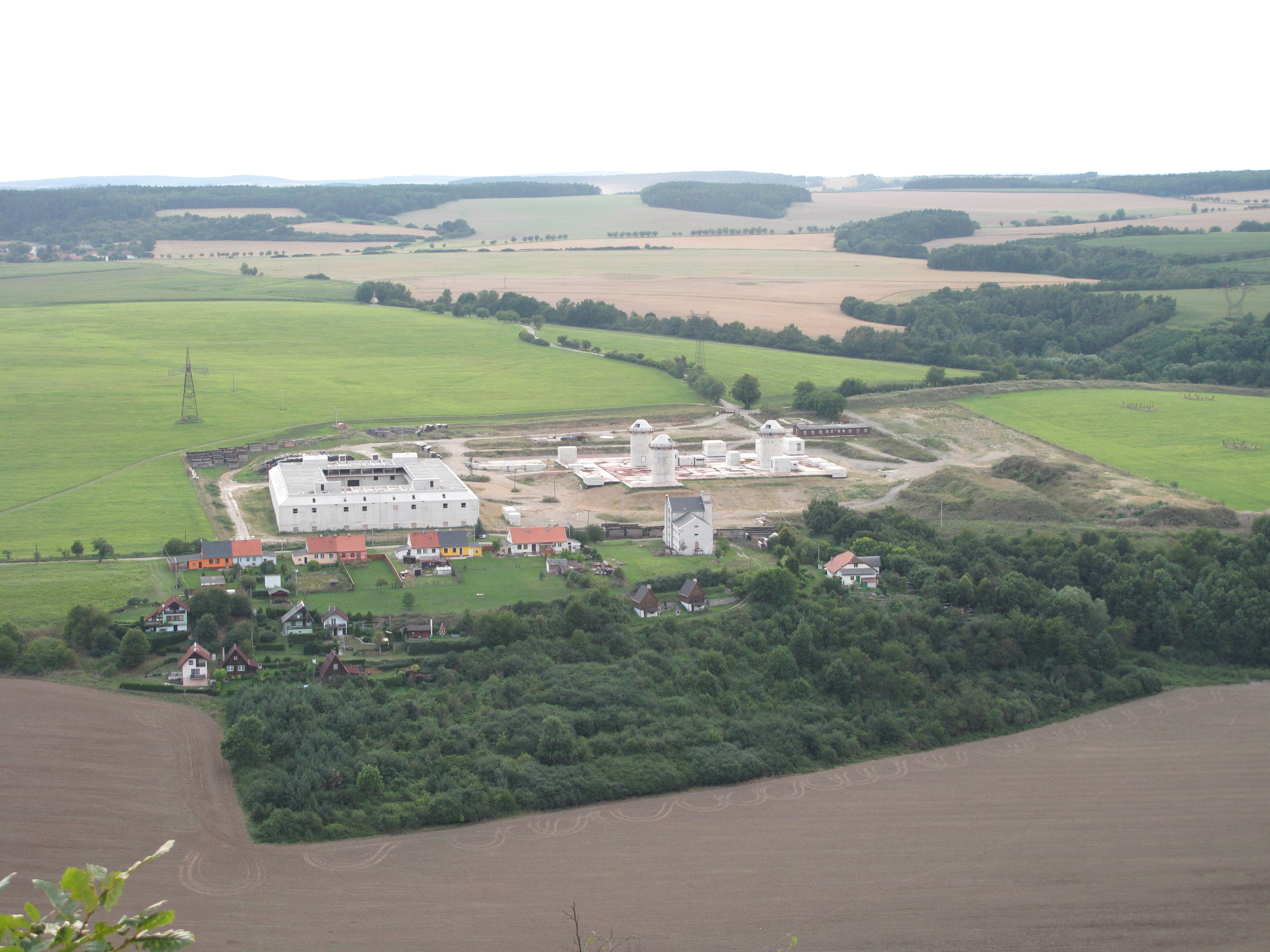
Blick von Chlum auf Ptyč und die Bauruine des Maják (2014)

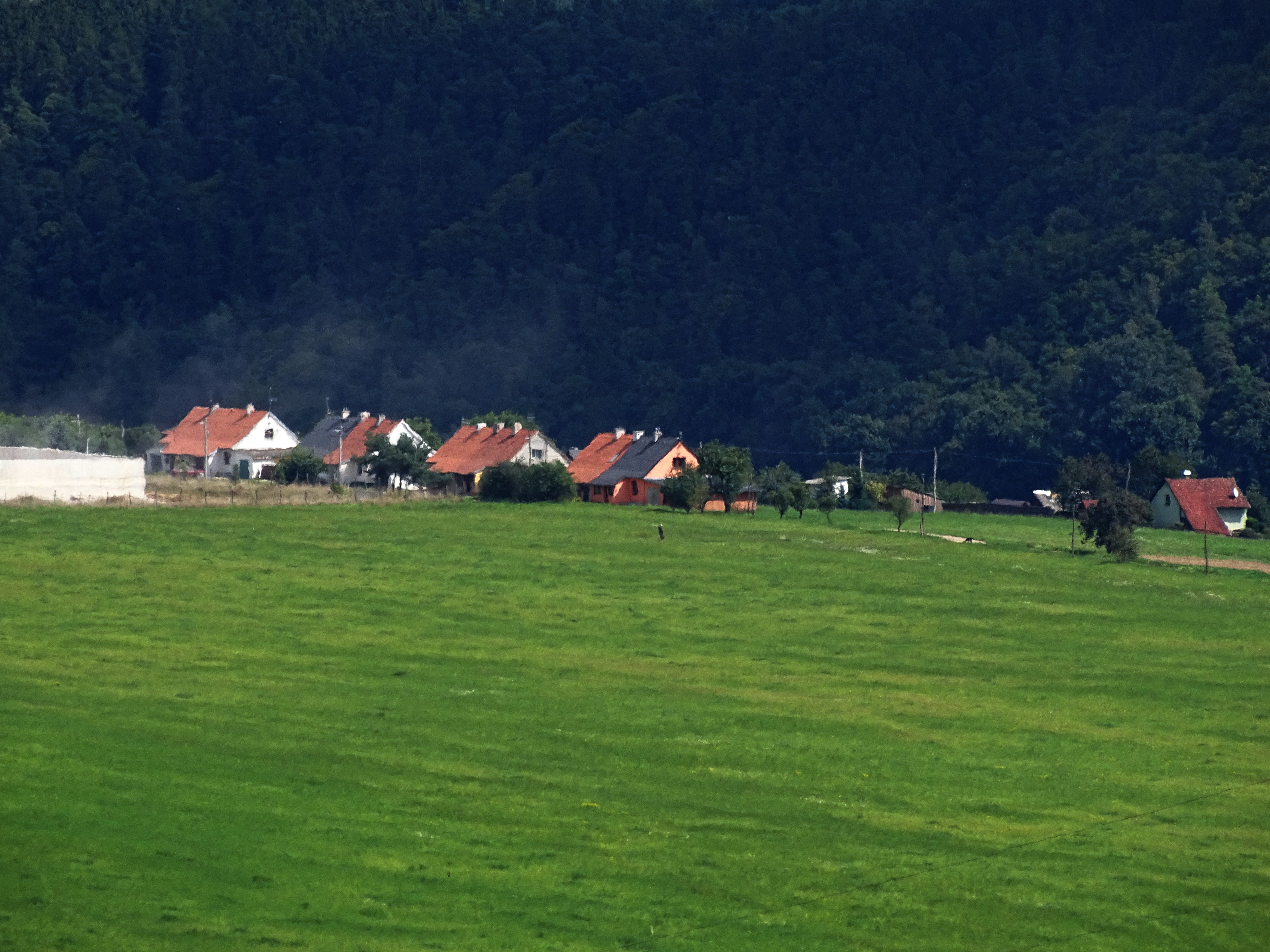
Blick von Hřešihlavy auf die Siedlung Ptyč

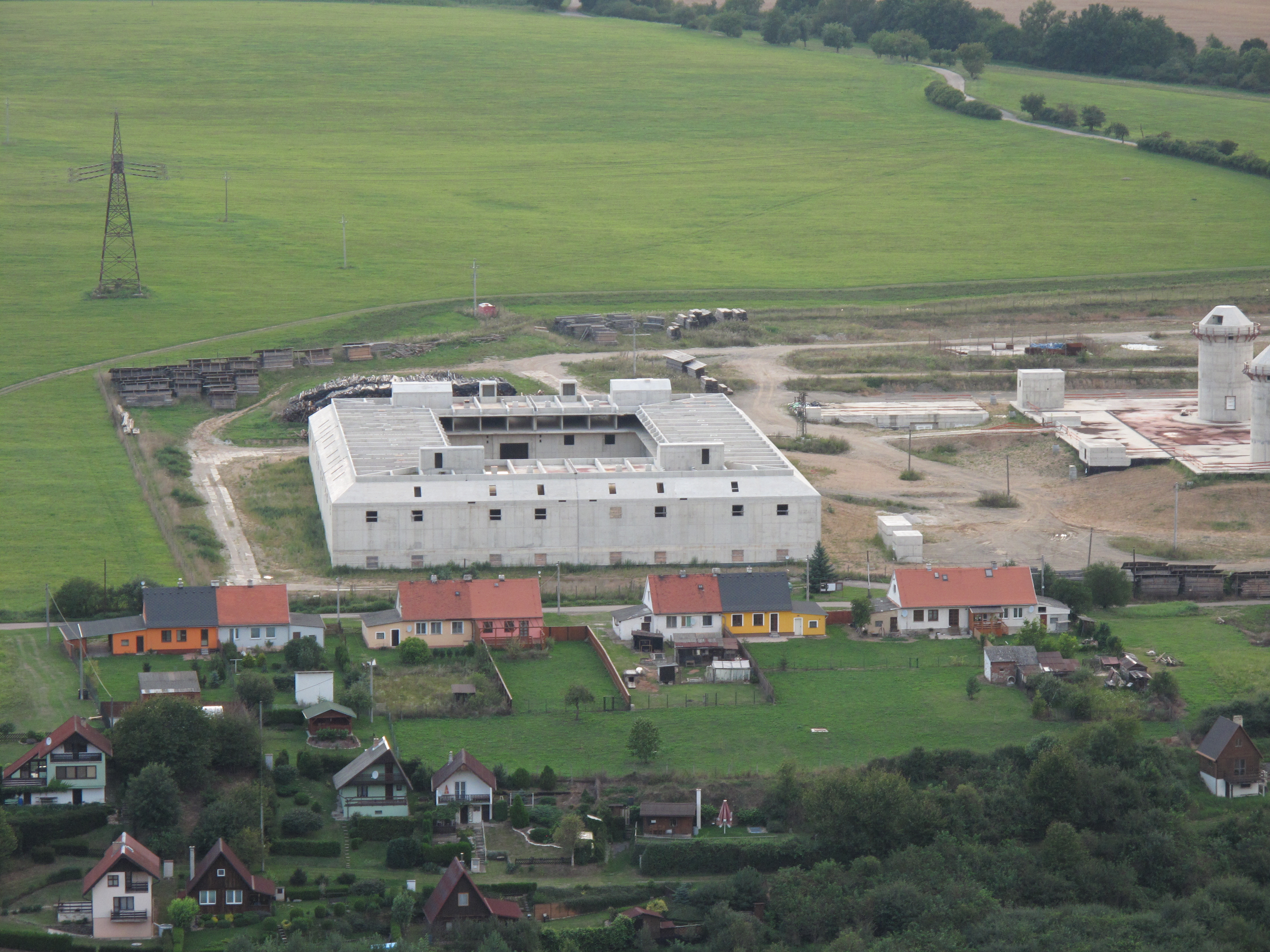
Bauruine des Maják (2014)

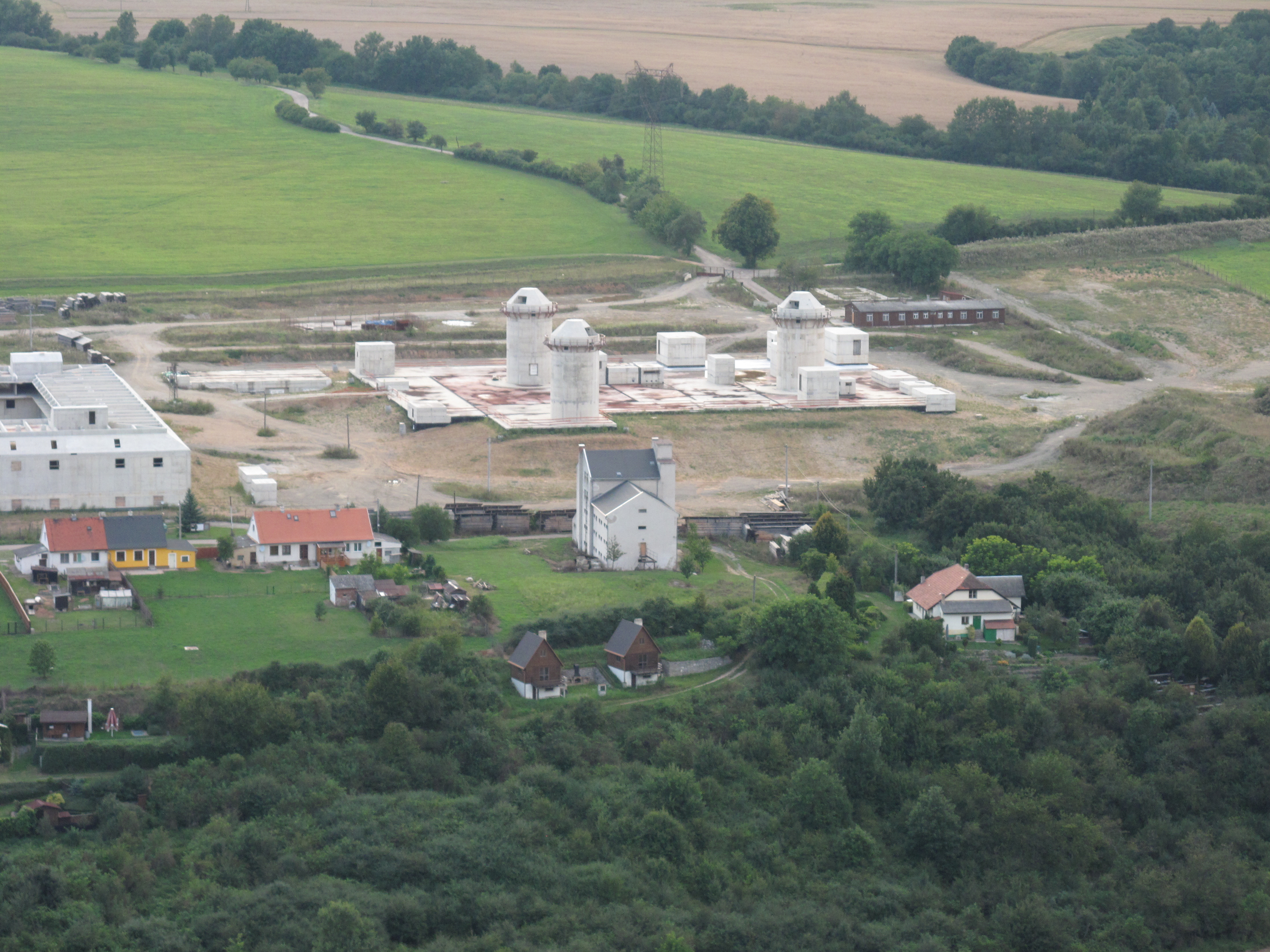
Bauruine des Maják (2014)

Ptyč, früher Ptíč (deutsch Ptitsch) ist eine Ansiedlung der Gemeinde Hlince in Tschechien. Sie liegt 13 Kilometer südöstlich von Kralovice (Kralowitz) und gehört zum Okres Plzeň-sever. An ihrer Stelle befand sich das erloschene Dorf Ptíč. Ab 2010 wurde anstelle des Meierhofes mit dem Bau der Bunkeranlage Maják Ptyč (Leuchtturm Ptyč) als Zentrum der Avenna-Sekte begonnen; Teile der Investruine wurden ab 2016 zu einem unterirdischen Wertdepot und einigen Wohnhäusern mit Privatbunker umgebaut.

## Geographie
Die Siedlung Ptyč befindet sich linksseitig über dem Tal der Berounka auf einer Terrasse in der Kralovická pahorkatina (Kralowitzer Hügelland). Nördlich erhebt sich der Úvoz (431 m n.m.), im Osten der Hamouz (470 m n.m.), südöstlich die Vrabčiny (454 m n.m.) und im Süden der Lejskův hřeben (430 m n.m.). Gegen Norden fließt der Bach Dolanský potok zur Berounka. Der Ort liegt im Naturpark Berounka.
Nachbarorte sind Studená und Dolany im Norden, Pod Dubjany, Zvíkovec und Hamouz im Nordosten, Podmokly im Osten, Chlum im Südosten, Prašný Újezd, Suchomelka und Kladruby im Süden, Lejskův Mlýn, Rybárna, Prachárna und Hřešihlavy im Südwesten, Třímanský Přívoz und Třímany im Westen sowie Hlince und Holovousy im Nordwesten.

## Geschichte
Ptíč gehörte ursprünglich zu den Besitzungen der Vladiken von Slatina. In der Mitte des 14. Jahrhunderts war das Dorf mit dem befestigten Hof Sitz des diesem Geschlecht entstammenden Petr von Ptíč. Das Dorf und der Herrensitz wurden wahrscheinlich 1425 bei der Belagerung der Burg Libštejn durch die Hussiten geplündert und zerstört. Johanka von Ptíč ließ am Übergang vom 15. zum 16. Jahrhundert den Meierhof Ptíč wieder herstellen. Das wüste Dorf gehörte später zu den Gütern des Prager Karmeliterklosters und wurde um 1590 durch dieses wieder aufgebaut. Im Jahre 1613 veräußerte das Kloster den inzwischen verfallenen Hof an den Besitzer der Herrschaft Křič, Heinrich Jakob Teyrzowsky von Ensiedl. Dieser vererbte 1618 die Gutsherrschaften Křič, Kožlan, Břesko und Dubian seinem Sohn Johann d. J. 1621 erwarb Bohuslaw Kolowrat-Krakowsky auf Šípy und Všesulov diese vier Güter von Johann d. J. Teyrzowsky von Ensiedl. Um 1625 gehörten die Gutsherrschaften Hermann Warlich von Bubna. Sie wurden später zur Herrschaft Křič zusammengelegt. Während des Dreißigjährigen Krieges wurde der Hof Ptíč zerstört. Ab 1650 waren die Freiherren Teyrzowsky von Ensiedl erneut Besitzer der Herrschaft Křič. In dieser Zeit wurde der Meierhof wieder aufgebaut. Im Jahre 1713 veräußerten die Brüder Teyrzowsky von Ensiedl die Herrschaft Křič einschließlich des Hofes Ptíč für 211.000 Gulden und 500 Gulden Schlüsselgeld an Wenzel Josef Lažanský von Bukowa auf Manetin. Dieser kaufte im selben Jahr noch vom Prager Domkapitel bei St. Veit das Gut Tschistay hinzu und vereinigte es mit der Herrschaft. 1715 erbten Wenzel Josefs Witwe Marie Gabriele, geborene Czernin von und zu Chudenitz, und die Söhne Maximilian Wenzel und Karl Josef Lažanský den Besitz. Marie Gabriele Lažanský starb 1758 als Oberin des „Reichsstiftes adeliger Fräulein in der Neustadt Prag“ und hinterließ eine Hälfte der verschuldeten Herrschaft dem Stift. Die andere Hälfte wurde auf Antrag ihrer Gläubiger subhastiert; da sich dafür jedoch kein Interessent fand, fiel sie den Lažanskýschen Erben zu, die sie 1764 dem Fräuleinstift, das später den Namen „k.k. freiweltadeliges Damenstift zu den heiligen Engeln in der Altstadt Prag“ erhielt, verkauften. In der Topographie des Königreichs Böhmen von 1785 wurde Ptitz bzw. Ptice hořegssj ohne Angabe der Häuserzahl genannt. Während der Josephinischen Reformen wurde die Herrschaft Křič im Jahre 1787 an das Prager Theresianum angeschlossen, 1791 ging sie an das Damenstift zurück.
Im Jahre 1843 bestand die im Rakonitzer Kreis gelegene und nach Třiman konskribierte Einschicht Ptič aus einem herrschaftlichen Meierhof mit Schäferei. Pfarrort war Reschohlau. Bis zur Mitte des 19. Jahrhunderts blieb Ptič der Herrschaft Křič untertänig.
Nach der Aufhebung der Patrimonialherrschaften bildete Ptič / Ptitsch ab 1850 einen Teil der Gemeinde Hlince im Gerichtsbezirk Kralowitz. Ab 1868 gehörte Ptič zum Bezirk Kralowitz. Südlich des Hofes entstand eine kleine Siedlung. Beim Zensus von 1890 lebten in der Einschicht Ptič 40 Personen in sieben Wohnungen. Im Jahre 1906 verkaufte das Freiweltadelige Damenstift zu den heiligen Engeln die Grundherrschaft Chříč an Stephan von Götzendorf-Grabowski, der sie 1910 an Gustav Fischer veräußerte. Anschließend wechselten die Besitzer in rascher Folge.
Nach dem Ersten Weltkrieg zerfiel der Vielvölkerstaat Österreich-Ungarn, der Ort wurde 1918 Teil der neu gebildeten Tschechoslowakischen Republik. Beim Zensus von 1921 wurde der Hof Ptíč als Gemeindeteil von Hlince aufgeführt; eine Erfassung von Einwohner- und Häuserzahlen erfolgte nicht. Zwischen 1939 und 1945 gehörte Ptíč zum Protektorat Böhmen und Mähren. Nach dem Ende des Zweiten Weltkrieges kam die Einschicht zur wiedererrichteten Tschechoslowakei zurück. 1949 erfolgte die Umgliederung in den neuen Okres Plasy. In der zweiten Hälfte des 20. Jahrhunderts änderte sich die Schreibung des Ortsnamens in Ptyč. Bei der Gebietsreform von 1960 erfolgte die Aufhebung des Okres Plasy; Ptyč wurde Teil des Okres Plzeň-sever. Der Hof Ptyč wurde bis in die 1990er Jahre von der JZD bewirtschaftet.

### Maják Ptyč
Zu Beginn der 2000er Jahre erwarb Daniela Kuchtová, die geschiedene Ehefrau des Milliardärs Pavel Tykač, über ihr Unternehmen Stébla die Höfe Ptyč und Dubjanský Dvůr. 2009 erfolgte der Abriss des historischen Meierhofes Ptyč. Im Jahr darauf wurde auf einer Fläche von 10.000 m² mit dem Bau des Maják Ptyč begonnen. Das Heil-, Bildungs-, Erholungs-, Kultur- und Sportzentrum mit zwei unterirdischen und zwei oberirdischen Stockwerken, 70 Betten und Pferdezucht ließ Kuchtová für die  neureligiöse Avenna-Bewegung der Esoterikerinnen Katarína Kuňová und Hana Přádová errichten, es sollte 2013 fertiggestellt werden. Die Gesamtinvestionskosten für den wegen seiner Dimensionen von der Bevölkerung mit "Temelín" bezeichneten Stahlbetonkörper einschließlich des für die Baugenehmigung zur Auflage gemachten Baus einer Ersatzstraße für die Bewohner der Siedlung wurden auf zwei Mrd. Tschechische Kronen geschätzt. Kuchtová, die neben Kuňová und Přádová als eine der drei "Mütter" und Dozentin der Sekte wirkte, kündigte am 28. Februar 2013 ihre Geschäftsbeziehung mit Kuňová und Přádová auf, sprach ihnen ein Betretungsverbot für den Maják aus und ließ die Bauarbeiten stoppen. Als Hintergrund des Bruches werden unabgesprochene Grundstücksgeschäfte um den zur Versorgung des Maják vorgesehenen Dubjanský Dvůr vermutet; dieser an Kuňová übereignete Hof wurde Anfang 2013 von ihr an einen Dritten veräußert. Zum Zeitpunkt des Baustopps beliefen sich die Baukosten auf 870 Mio. Kronen. Nach einer Überarbeitung des Projekts sollte nunmehr ein Hotelkomplex „Park Berne“ entstehen. Weiterhin war der Umbau der unterirdischen Bunkerräume in ein Wertdepot mit Tresorräumen von 2,5 bis 45 m² Größe geplant, über denen 32 Luxushäuser mit einer Fläche von bis zu 235 m² entstehen sollten. Der nunmehr auf 16.900 m² konzipierte Komplex sollte außerdem das landwirtschaftliche Gehöft Château Berne, ein Privatjagdrevier, eine Reitschule und einen Hubschrauberlandeplatz umfassen. Im April 2016 ließ Kuchtová durch ihr Unternehmen Double Square Group die Bauarbeiten wieder aufnehmen, die unvollendeten Gebäude des Maják Ptyč teilweise abbrechen, die drei Türme überdachen sowie mit der Errichtung des Depots und der ersten Villen beginnen. Im Mai 2019 waren das Depot in der Bunkeranlage und drei Wohnhäuser mit zugehörigem Bunker fertiggestellt.

## Ortsgliederung
Ptyč ist Teil des Katastralbezirkes Hlince.